# Rhaphium auctum
Rhaphium auctum är en tvåvingeart som beskrevs av Friedrich Hermann Loew 1857. Rhaphium auctum ingår i släktet Rhaphium och familjen styltflugor. Arten är reproducerande i Sverige. Inga underarter finns listade i Catalogue of Life.